# Jordi Arcarons
Jordi Arcarons Armenteras, né le 6 juin 1962 à Vic (Catalogne), est un pilote moto catalan spécialisé en Rallye Raid. Il a terminé quatre fois 2e et deux fois 3e du Rallye Dakar.
En 2003, il a participé au Rallye Dakar dans la catégorie auto, au volant d'une BMW X5.
En 2011, à 48 ans, il revient sur le Rallye Dakar en catégorie moto afin d'épauler la jeune pilote catalane Laia Sanz.  

## Palmarès
- Vainqueur du Rallye Atlas en 1993 et 1994
- Vainqueur du Master Rallye (Moscou-Oulan Bator-Paris) en 1996
- Vainqueur de la UAE Desert Challenge en 1997
- 2e du Rallye des Pharaons en 1990 et 1993
- 17 participations au Rallye Dakar

## Rallye Dakar
- 1990 : 7e
- 1991 : 5e
- 1992 : 3e
- 1993 : 3e
- 1994 : 2e
- 1995 : 2e
- 1996 : 2e
- 1998 : 6e
- 1999 : 4e
- 2000 : Abandon
- 2001 : 2e
- 2002 : 7e
- 2003 : Abandon
- 2011 : 41e